# ホラポロ
ホラポロ（英: Horapollo, 古希: Ωραπόλλων ホーラポッローン）は、5世紀頃に成立したヒエログリフの注釈書『ヒエログリュピカ Hieroglyphica』の著者と見なされている人物である。同書はルネサンス期の人文主義者たちに広範に影響を及ぼした。なお、ホラポロの名はホルス・アポロに由来するという。

## 2人のホラポロ
この名の人物は『スーダ辞典』で言及されているが、2人のホラポロが混同されている。その2人を年代順に並べると次のようになる。

### テオドシウス2世治下のホラポロ
一人目はテオドシウス2世の治世（408年-450年）に活動した、パネビュティス(Phanebytis)出身の文法学者である。フォティウスは、ホラポロを劇作家かつ文法家と呼び、アレクサンドリアの建国・古代の遺物に関する歴史文献を、彼の業績としている。
16世紀に『ヒエログリュピカ』を編集した西欧人たちは、こちらのホラポロを同書の著者と見なした（ただし、16世紀には、ホラポロをホルスそのものと見なしたり、ファラオと見なしたりする、非実証的な見解も存在した）。

### ゼノン治下のホラポロ
もう一人はゼノンの治世（474年-491年）にアレクサンドリア近郊のMenouthisの学校で講じていた古代エジプト神官の最後の指導者層の一人であったというホラポロである（前述のホラポロの孫とされる）。こちらのホラポロは、キリスト教徒への反乱を企てたとして告発され、逃走したものの捕らわれた。そして、イシスとオシリスを祭っていた彼の神殿は破壊され、彼自身は拷問の末にキリスト教に改宗させられた。

## ヒエログリュピカ
『ヒエログリュピカ』は2巻構成のヒエログリフの注釈書である。全部で189の注釈を含み、第一の書は70、第二の書は119の注釈で構成されている。ホラポロによって書かれた原本はコプト語であったと推測されているが、現存するのはピリッポス(Philippos)なる経歴未詳の人物によってギリシャ語訳されたものだけである。

### 発見と普及
『ヒエログリュピカ』は1419年6月にギリシャのアンドロス島で写本が発見されたことで世に知られることになった。これはイタリア人旅行者クリストフォロ・ブオンデルモンティによって、フィレンツェに持ち帰られた（この写本は現在ラウレンツィアーナ図書館に所蔵されている）。この写本は当時の人文主義者たちの間で大きな反響を呼び、15世紀末までに多くの写本が作成された。最初の印刷版は1505年に出され、以後各国語訳も含め、16世紀を通じて多くの版が刊行された。
この文献に関心を寄せた著名な人物にマルシリオ・フィチーノ、デジデリウス・エラスムス、フランソワ・ラブレーなどがいる。また、アンドレーア・アルチャートの『エンブレマタ』は、この文献に触発されたものとされる。ほか、アルブレヒト・デューラーは、この書に題材を採った作品を残している。

### 内容と評価
2巻構成のうち、第一の書は、ヒエログリフに関してヘレニズム文化において人気のあった象徴主義的解釈を施すものとなっている。それにより、ルネサンス初期の人文主義者からアタナシウス・キルヒャーに至る面々は、ヒエログリフを魔術的・象徴主義的・表意的な記号とする憶測を形成・継承することとなった。
ヒエログリフが正しく解読されている現代では、『ヒエログリュピカ』の解釈内容には疑問を呈されている部分もある。しかし、現代のエジプト学でも、少なくとも『ヒエログリュピカ』所収の189の解釈のうち102（第一の書全体と第二の書の一部）は、（バロック的象徴主義と神学的思索との混乱は見られるものの）ヒエログリフの真正の知識に基づくものであり、この文献が5世紀の古代エジプト神官職の最後の継承者たちに由来する可能性は十分あると見なされている。
他方で第二の書の残りは、主としてアリストテレス、大プリニウス、アルテミドロスに由来する動物の象徴と寓意を扱っており、ギリシャ語訳者ピリッポスによって追加されたものであろうと推測されている。

### 書誌
- 1505年- Vita et Fabellae Aesopi...Ori Apollinis Niliaci Hieroglyphica..., Aldo Manuzio, Venice
最初の印刷版（アンソロジーの一部）。ギリシャ語のみ。ガリカデジタル図書館（フランス国立図書館）で見ることができる。
- 1512年から- Copie eines Theiles der von Pirkeimer in das Lateinische übersetzen und von Dürer illustrirten Hieroglyphica des Horapollon
マクシミリアン1世の要請でヴィリバルト・ピルクハイマー(Willibald Pirckheimer) がラテン語訳を行った手稿（ウィーンの国立図書館に現存）。上記タイトルで、ドイツ語圏での優れた研究として知られる Karl Giehlow, Die Hieroglyphenkunde des Humanismus in der Allegorie der Renaissance, « Jahrbuch der kubsthistorischen Sammlungen des allerhöchsten Kaiserhauses »XXXII, Heft 1, Wien, 1915 の中で復刻されている（pp.170-213、第一の書のほとんどと、第二の書の序盤）。
- 1515年- Orus Apollo Niliacus de Hieroglyphicis notis, ???, Augsburg
ベルナルディノ・トレバツィオによる最初のラテン語訳印刷版。以下の通り何度も版を重ねた。
  - 1518年- バーゼル
  - 1521年- パリ (ガリカデジタル図書館で見ることができる)
  - 1530年- パリ
  - 1534年- バーゼル
  - 1538年- ヴェネツィア
  - 1542年- リヨン
  - 1574年- ???
  - 1626年- リヨン
- 1517年- Filippo Fasianino, Bologna
2例目のラテン語訳印刷版。
- 1517年- Pierre Vidoue, Paris
- 1540年前半 ?- Orvs Apollo fils de Osiris Roy de Aegipte Niliacqve. Des notes Hieroglyphiqves...
ノストラダムスの韻文訳による手稿。オルス・アポロ_(ノストラダムスの手稿)を参照。
- 1543年- Orus Appolo de Aegypte de la signification des notes hieroglyphiques des Aegyptiens, Jacques Kerver, Paris 1543 
最初のフランス語訳版（訳者未詳。一説にはジャン・マルタンJean Martin）。挿し絵がふんだんに盛り込まれた最初の版でもある。ガリカデジタル図書館で見ることができる。
- 1547年- Gabriel Giolito de Ferrari, Venice
最初のイタリア語訳版
- 1548年- Orus Apollo, De sacris aupud Aegyptos notis et caelaturis, Jacques Kerver, Paris
ギリシャ原文にジャン・メルシエによるラテン語訳を併記した版。1551年に再版された。
- 1553年- Les Sculptures ou graveures sacrées d'Orus Apollo, Jacques Kerver, Paris
メルシエによるラテン語訳にフランス語訳を併記した版。
- 1554年- Heinrich Petri, Basel
最初のドイツ語訳版
- 1556年- Antonio Sanahuja, Valencia
- 1574年- Ori Apollinis,... de Sacris Aegyptiorum notis...,  Galliot du Pré, Paris
- 1595年- Hiero-glyphica Horapollinis a. D. Hoeschelio fide codicis Augustani MS. correcta, suppleta, illustrata, David Hoeschel, Augsburg 1595 
メルシエによるラテン語訳にドイツ語訳を併記した版。以下の通り何度も版を重ねた。
  - 1606年- アウクスブルク
  - 1614年- フランクフルト
  - 1626年- ライプツィヒ（ラテン語のみ）
  - 1678年- フランクフルト
- 1597年- Hori Apollinis Selecta hieroglyphica, Aloisii Zanetti, Rome
- 1618年-  Electorum symbolorum et parabolarum historicarum syntagmata ex Horo, Clemente, Epiphanio et aliis, cum notis et observationibus, Le P. Nicolas Caussin, Paris 1618
以下の通り何度も版を重ねた。
  - 1622年- ケルン
  - 1623年- ケルン
  - 1631年- ケルン
  - 1633年- パリ
  - 1634年- パリ
  - 1647年- パリ
  - 1654年- ケルン
- 1654年-  Horapollinis Hieroglyphica, graece et latine..., M. L. Charlois, Utrecht
- 1779年-  Hiéroglyphes dits d'Horapolle, ouvrage traduit du grec par M. Requier, Musier, Amsterdam/ Paris
フランス語訳版
- 1835年-  Hieroglyphica. Edidit, diversorum codicum recenter collatorum, priorumque editionum varias lectiones et versionem latinam subjunxit, adnotationem, item hieroglyphicorum imagines et indices adjecit Conradus Leemans..., J. Müller, Amsterdam
- 1839年-  The hieroglyphics of Horapollo Nilous, William Pickering, London
Alexander Turner Coryの英語訳。1840年と1987年に再版された。
- 1940年- Francesco Sbordone,Hori Apollinis Hieroglyphica, Naples
- 1943年- Badouin Van de Walle and Jozef Vergote,"Les Hiéroglyphes d'Horapollon", Chronique d'Egypte, Tome XVIII, Bruxelles, pp.39-89 & 197-239
- 1950年-  The Hieroglyphics of Horapollo, Pantheon Books, New York 
George Boasの英語訳。1993年に再版された。
- 1976年-  G. P. Valeriano Bolzani, Hieroglyphica : Lyon, 1602, Garland, New York
- 1976年-  G. P. Valeriano Bolzani, Hieroglyphica : Lyon, 1615, Garland, New York
- 1991年-  Jesús María González de Zárate, María José García Sole, Akal, Madrid
スペイン語訳。
- 1996年-  Rizzoli, Milan
- 2001年-  Des Niloten Horapollon Hieroglyphenbuch, K.Saur, München